# Família Siuni
Siuni ou siúnidas (em armênio/arménio: Սյուն; romaniz.: Syuni), também chamados sissáquidas (em armênio/arménio: Սիսակյաններ; romaniz.: Sisakyaner) em honra a seu ancestral epônimo Sisaque (filho de Gelâmio, filho de Amásia) ou haíquidas devido a ligação de Sisaque e Haico, eram uma família nobre que governou a Siúnia, uma das províncias do Reino da Armênia.